# Sebastian Baur
Sebastian Baur (20 aprile 1878 – Dobbiaco, 12 settembre 1947) è stato un compositore e direttore d'orchestra austriaco naturalizzato italiano.
Baur frequentò la "Schola cantorum" maschile dell'abbazia di Novacella a Bressanone e successivamente il ginnasio di Bolzano. Studiò prevalentemente il pianoforte e l'organo ma si distingueva anche come direttore d'orchestra e per la sua conoscenza degli strumenti a fiato.
Trascorso il periodo di studio, tornò in val Pusteria come organista e direttore d'orchestra nei comuni di Dobbiaco e a Sesto. In questo periodo ebbe il tempo di comporre dieci Messe, alcuni Requiem e Tantum Ergo Sacramentum, Offertori e canti per le processioni.